# To Hell with the Devil
To Hell with the Devil è il terzo album in studio registrato e pubblicato dalla band christian metal statunitense Stryper, nel 1986.

## Tracce
1. "Abyss (To Hell With the Devil)" – 1:21
2. "To Hell With The Devil" (M. Sweet, Robert Sweet) – 4:08
3. "Calling On You" – 3:59
4. "Free" (M. Sweet, R. Sweet) – 3:44
5. "Honestly" – 4:10
6. "The Way" (Oz Fox) – 3:37
7. "Sing-Along Song" – 4:21
8. "Holding On" – 4:16
9. "Rockin' The World" – 3:30
10. "All Of Me" – 3:11
11. "More Than A Man" – 4:35

### Singoli
- Free / Calling On You
- Honestly / Sing-Along Song

## Formazione
- Michael Sweet - voce, chitarra
- Robert Sweet - batteria
- Oz Fox - chitarra, voce

### Altri musicisti
- Matt Hurich - basso
- Bradford Cobb - basso
- John Van Tongeren - tastiere